# Festival de Prades
Il Festival Pablo Casals è un evento musicale creato dal violoncellista e direttore d'orchestra Pau Casals nel 1950. Il maestro, poco prima della Seconda Guerra Mondiale, fu esiliato dal regime franchista e pertanto si rifugiò nel villaggio francese di Prades. Dopo un lungo periodo di silenzio, decise di creare un festival in occasione del bicentenario della morte di Johann Sebastian Bach. Vi invitò i più grandi interpreti del tempo (tra cui Clara Haskil, Mieczysław Horszowski, Joseph Szigeti, Rudolf Serkin e Paul Tortelier) per farlo diventare un momento di alto fervore musicale. Vi prese parte ancora all'età di novant'anni.
Nel 1976, su suggerimento del violinista Fred Mucciolini, venne creata l'Accademia di musica di Prades, che accoglie giovani musicisti e permette l'ottenimento di master classes di musica da camera.
Nel 2005 è stato creato il concorso di composizione Festival di Prades; il primo vincitore è stato Thorsten Encke con la composizione String Quartet .